# Mika Biereth
Mika Miles Biereth (Londen, 8 februari 2003) is een Deens-Engels voetballer die doorgaans speelt als spits. In januari 2025 verruilde hij Sturm Graz voor AS Monaco. Biereth maakte in 2025 zijn debuut in het Deens voetbalelftal.

## Clubcarrière
Biereth werd geboren in Londen uit een Deens-Duitse vader en een Bosnische moeder. Biereth speelde in de jeugd van Fulham en stapte in 2021 over naar Arsenal. Bij deze club tekende hij zijn eerste professionele contract. In de tweede helft van het seizoen 2021/22 zat de aanvaller viermaal op de reservebank van het eerste elftal, maar dit leidde nog niet tot een debuut.
In juni 2022 werd Biereth voor de duur van een seizoen gehuurd door RKC Waalwijk. Zijn professionele debuut maakte hij op 17 september 2022, toen in de Eredivisie gespeeld werd tegen SC Cambuur. Hij mocht van coach Joseph Oosting negentien minuten voor het einde van de wedstrijd invallen voor Julian Lelieveld. Cambuur speelde op dat moment met negen man vanwege twee rode kaarten. Daarna liep RKC uit naar 5–1. Hij kwam voor het eerst tot scoren op 7 oktober, tijdens zijn derde officiële optreden. Nadat Ricardo Pepi FC Groningen op voorsprong had gezet en Dario Van den Buijs had gelijkgemaakt, zette Biereth RKC op voorsprong. Pepi maakte weer gelijk, waarna Biereth tien minuten voor tijd ook voor een tweede maal tot scoren kwam en daardoor won RKC met 2–3. In Waalwijk kwam de Deen tot twee doelpunten in dertien officiële duels.
Voorafgaand aan het seizoen 2023/24 huurde Motherwell de aanvaller voor een jaar. Na zes doelpunten in veertien competitieduels riep Arsenal hem terug naar Londen. Na zijn terugkeer werd hij direct weer verhuurd, ditmaal aan Sturm Graz. Bij de Oostenrijkse club kwam de spits tot vijf competitiegoals in vijftien optredens. Met Sturm Graz pakte hij de dubbel in Oostenrijk; zowel de Bundesliga als de ÖFB-Cup werd gewonnen. Hierna besloot de club hem voor circa vier miljoen euro definitief over te nemen en Biereth tekende een contract voor vier seizoenen. Tijdens de eerste seizoenshelft na zijn definitieve overgang maakte de Deen elf competitiedoelpunten.
Hierop nam AS Monaco hem in januari 2025 voor circa dertien miljoen euro over en die club gaf hem een contract voor vierenhalf jaar. Tijdens zijn tweede competitie-optreden voor zijn nieuwe club kwam Biereth voor het eerst tot scoren en het duel erop zorgde hij met een hattrick binnen acht minuten mede voor een zege op AJ Auxerre: 4–2. Doordat hij ook in de twee daaropvolgende wedstrijden een hattrick scoorde, werd hij de eerste speler in de zeventigjarige historie van het betaald voetbal in Frankrijk die drie hattricks achter elkaar liet noteren. Zijn contract werd na een half seizoen opengebroken en met een jaar verlengd.

## Clubstatistieken
| Seizoen | Club           | Competitie     | Competitie | Competitie | Beker | Beker | Internationaal | Internationaal | Totaal | Totaal |
| Seizoen | Club           | Competitie     | Wed.       | Dlp.       | Wed.  | Dlp.  | Wed.           | Dlp.           | Wed.   | Dlp.   |
| ------- | -------------- | -------------- | ---------- | ---------- | ----- | ----- | -------------- | -------------- | ------ | ------ |
| 2021/22 | Arsenal        | Premier League | 0          | 0          | 0     | 0     | 0              | 0              | 0      | 0      |
| 2022/23 | → RKC Waalwijk | Eredivisie     | 12         | 2          | 1     | 0     | —              | —              | 13     | 2      |
| 2023/24 | → Motherwell   | Premiership    | 14         | 6          | 1     | 0     | —              | —              | 15     | 6      |
| 2023/24 | → Sturm Graz   | Bundesliga     | 15         | 5          | 3     | 1     | 4              | 3              | 22     | 9      |
| 2024/25 | Sturm Graz     | Bundesliga     | 16         | 11         | 3     | 1     | 6              | 2              | 25     | 14     |
| 2024/25 | AS Monaco      | Ligue 1        | 16         | 13         | 1     | 0     | 2              | 0              | 19     | 13     |
| Totaal  | Totaal         | Totaal         | 73         | 37         | 9     | 2     | 12             | 5              | 94     | 44     |

Bijgewerkt op 22 juli 2025.

## Interlandcarrière
Biereth maakte zijn debuut in het Deens voetbalelftal op 20 maart 2025, toen in Parken een wedstrijd in het kader van de UEFA Nations League gespeeld werd tegen Portugal. Biereth mocht van bondscoach Brian Riemer in de basis beginnen en hij werd in de tweede helft gewisseld voor Rasmus Højlund, die later tekende voor het enige doelpunt van de wedstrijd: 1–0. Op 10 juni van datzelfde jaar speelde hij zijn vierde interland. Tegen Litouwen opende hij de score, waarna Christian Eriksen, Kasper Dolberg, Rasmus Nissen Kristensen en Anders Dreyer zorgden voor de eindstand: 5–0.
| Interlands van Mika Biereth voor Denemarken | Interlands van Mika Biereth voor Denemarken | Interlands van Mika Biereth voor Denemarken | Interlands van Mika Biereth voor Denemarken | Interlands van Mika Biereth voor Denemarken | Interlands van Mika Biereth voor Denemarken | Interlands van Mika Biereth voor Denemarken |
| №                                           | Datum                                       | Wedstrijd                                   | Uitslag                                     | Competitie                                  | Goals                                       |                                             |
| Als speler bij AS Monaco                    | Als speler bij AS Monaco                    | Als speler bij AS Monaco                    | Als speler bij AS Monaco                    | Als speler bij AS Monaco                    | Als speler bij AS Monaco                    | Als speler bij AS Monaco                    |
| ------------------------------------------- | ------------------------------------------- | ------------------------------------------- | ------------------------------------------- | ------------------------------------------- | ------------------------------------------- | ------------------------------------------- |
| 1                                           | 20 maart 2025                               | Denemarken – Portugal                       | 1 – 0                                       | Nations League 2024/25                      |                                             |                                             |
| 2                                           | 23 maart 2025                               | Portugal – Denemarken                       | 5 – 2 n.v.                                  | Nations League 2024/25                      |                                             |                                             |
| 3                                           | 7 juni 2025                                 | Denemarken – Noord-Ierland                  | 2 – 1                                       | Vriendschappelijk                           |                                             |                                             |
| 4                                           | 10 juni 2025                                | Denemarken – Litouwen                       | 5 – 0                                       | Vriendschappelijk                           | 12'                                         |                                             |

Bijgewerkt op 22 juli 2025.

## Erelijst
| Bundesliga | 1 | 2023/24 |
| ÖFB-Cup    | 1 | 2023/24 |